# Токіо-га
Токіо-га (англ. Tokyo-Ga) — документальний фільм режисера Віма Вендерса.

## Сюжет
Перебуваючи під враженням від фільмів японського майстра Ясудзіро Одзу, навесні 1983 року Вім Вендерс вирушає до Токіо, щоб порівняти пережиті при перегляді відчуття з реаліями сучасної японської столиці і спробувати відшукати той дух Токіо, яким наповнені картини Одзу. Він зустрічається з актором Тісю Рю і оператором Юухару Ацута, які протягом багатьох років працювали з Одзу. Відзнятий в Японії матеріал ліг в основу цього фільму.

## В ролях
- Тісю Рю — в роли самого себе
- Вернер Херцог — в ролі самого себе
- Юухару Ацута — в ролі самого себе
- Крис Маркер — в ролі самого себе